# Челик, Селахаттин
Селахаттин Челик (тур. Selahattin Çelik); пишет под именем Сердар Челик (тур. Serdar Çelik; род. 1957, Турция) — турецкий (курд) революционер, член РПК, впоследствии — правозащитник, исследователь операции «Гладио», журналист, проживающий в Германии.